# Črnorepi gnu
Črnorepi gnú (znanstveno ime Connochaetes taurinus), imenovan tudi modri gnu, belobradi gnu ali tigrasti gnu, je velika antilopa in ena od dveh vrst gnujev. Spada v rod gnujev (Connochaetes) in družino votlorogov ter je tesno soroden belorepemu gnuju (Connochaetes gnou). Prepoznanih je pet podvrst črnorepega gnuja. Ta antilopa s širokimi rameni je mišičastega, spredaj težkega videza z izrazitim, robustnim gobcem. Mladi črnorepi gnuji se rodijo rumeno rjave barve in se začnejo obarvati kot odrasli pri starosti dveh mesecev. Odtenki odraslih segajo od globokega skrilavca ali modrikasto sive do svetlo sive ali celo sivkasto rjave. Oba spola imata par velikih ukrivljenih rogov.
Črnorepi gnu je rastlinojeda žival, ki se prehranjuje predvsem s kratkimi travami. Tvori črede, ki se gibljejo v ohlapnih skupinah, živali pa so hitri tekači in izjemno previdni. Sezona parjenja se začne ob koncu deževnega obdobja in eno tele se običajno skoti po gestacijskem obdobju približno 8,5 mesecev. Tele ostane pri materi 8 mesecev, nato pa se pridruži čredi mladičev. Črnorepega gnuja najdemo na ravnicah s kratko travo, ki mejijo na savane akacije, pokrite z grmovjem, v južni in vzhodni Afriki, uspevajo pa na območjih, ki niso niti premokra niti preveč sušna. Tri afriške populacije črnorepega gnuja sodelujejo v selitvi na dolge razdalje, ki je časovno načrtovana tako, da sovpada z letnim vzorcem padavin in rasti trave na nižinah s kratko travo, kjer lahko najdejo krmo, bogato s hranili, potrebno za laktacijo in rast telet.
Črnorepi gnu je doma v Angoli, Bocvani, Keniji, Mozambiku, Južni Afriki, Svaziju, Tanzaniji, Zambiji in Zimbabveju. Danes je v Malaviju izumrla, v Namibiji pa so ga uspešno ponovno naselili. Južna meja območja črnorepega gnuja je reka Oranje, medtem ko zahodno meja omejujeta Viktorijino jezero in Mount Kenya. Črnorepi gnu je zelo razširjen in se uvaja v zasebne divjačinske kmetije, rezervate in naravovarstvena območja. Tako Svetovna zveza za varstvo narave (IUCN) opredeljuje črnorepega gnuja kot najmanj ogroženega. Populacija je ocenjena na okoli 1,5 milijona osebkov, trend pa je stabilen.

## Taksonomija in poimenovanje
Črnorepega gnuja je leta 1823 prvi opisal angleški naravoslovec William John Burchell in mu dal znanstveno ime Connochaetes taurinus. Uvrščamo ga v rod Connochaetes z belorepim gnujem (C. gnou) in je uvrščen v družino Bovidae, prežvekovalcev z razcepljenimi kopiti. znanstveno ime Connochaetes izvira iz grških besed κόννος, kónnos, "brada" in χαίτη, khaítē, "lebdeči lasje", "griva". Vrstno ime taurinus izvira iz grške besede tauros, kar pomeni bik ali vol. Domače ime "modri gnu" se nanaša na opazen, srebrno-modri lesk dlake, medtem ko alternativno ime "gnu" izvira iz imena za te živali, ki so jih uporabljali ljudje Kojkoji, staroselsko ljudstvo jugozahodne Afrike.
Čeprav sta črnorepi in belorepi gnu trenutno razvrščena v isti rod, je bil prvi prej uvrščen v ločen rod, Gorgon. V študiji mitotičnih kromosomov in mtDNA, ki je bila izvedena, da bi razumeli več evolucijskih odnosov med obema vrstama, je bilo ugotovljeno, da imata tesno filogenetsko razmerje in da sta se razšla pred približno milijonom let.

### Podvrste
C. taurinus ima pet podvrst:
- C.t. taurinus (Burchell, 1823), modri gnu, navadni gnu ali tigrasti gnu; najdemo ga v južni Afriki. Njegov obseg sega od Namibije in Južne Afrike do Mozambika (severno od reke Oranje) in od jugozahodne Zambije (južno od reke Zambezi) do južne Angole.
- C.t. johnstoni (Sclater, 1896), gnu iz Nyassalanda, se pojavlja od Mozambika (severno od reke Zambezi) do vzhodno-osrednje Tanzanije. Zdaj je v Malaviju izumrl.
- C.t. albojubatus (Thomas, 1912), vzhodni belobradi gnu, najdemo ga v dolini Gregoryjev Rift (južno od ekvatorja). Njegov obseg sega od severne Tanzanije do osrednje Kenije.
- C.t. mearnsi (Heller, 1913), zahodni belobradi gnu, najdemo ga v severni Tanzaniji in južni Keniji. Njegov obseg se razteza od zahoda doline Gregory Rift do zaliva Speke na Viktorijinem jezeru.
- C.t. cooksoni (Blaine, 1914), Cooksonov gnu, je omejen na dolino Luangwa v Zambiji. Včasih lahko zaide na planoto osrednjega Malavija.

Poleg tega značilen videz zahodne oblike, ki sega od Kalaharija do osrednje Zambije, nakazuje, da se podvrsta mattosi (Blaine, 1825) lahko izkaže za ločeno od podvrste taurinus. Zahodnjaško obliko je mogoče prepoznati tudi na daljavo po pokončni grivi, dolgi bradi in minimalni tigravosti.

### Križanci
Znano je, da se črnorepi gnu križa z belorepim gnujem. Razlike v družbenem vedenju in habitatih so v preteklosti preprečevale medvrstno hibridizacijo, vendar se lahko zgodi, ko sta obe vrsti omejeni na isto območje in so potomci običajno plodni. Študija teh hibridnih živali v naravnem rezervatu Spioenkop Dam v Južni Afriki je pokazala, da so imele mnoge prirojene nepravilnosti, povezane z zobmi, rogovi in črvičastimi kostmi lobanje. Druga študija je poročala o povečanju velikosti hibrida v primerjavi s katerim koli od njegovih staršev. Pri nekaterih hibridnih živalih so slušne bule močno deformirane, pri drugih pa sta koželjnica in Podlahtnica zraščeni.

## Genetika in evolucija
Diploidno število kromosomov pri črnorepem gnuju je 58. Kromosome so preučevali pri samcu in samici gnuja. Pri samicah je bilo ugotovljeno, da so vsi, razen para zelo velikih submetacentričnih kromosomov, akrocentrični. Metafaze so proučevali v moških kromosomih in tam našli tudi zelo velike submetacentrične kromosome, ki so po velikosti in morfologiji podobni tistim pri ženskah. Ostali so bili akrocentrični. Kromosom X je velik akrocentrični, Y kromosom pa minutni.
Zdi se, da se je ta vrsta gnujev razvila pred približno 2,5 milijona let. Verjame se, da se je belorepi gnu pred približno 1 milijonom let, v srednjem do poznem pleistocenu, ločil od črnorepega in postal posebna vrsta. Fosilni dokazi kažejo, da so bili črnorepi gnuji v preteklosti precej pogosti v zibelki človeštva. Poleg vzhodne Afrike so fosili pogosto najdeni v Elandsfonteinu, Cornelii in Florisbadu.

## Opis
Črnorepi gnu kaže spolni dimorfizem, pri čemer so samci večji in temnejši od samic. Črnorepi gnu je običajno dolg 170–240 cm v dolžino glave in telesa. Povprečna višina vrste je 115–145 cm. Samci običajno tehtajo od 165 do 290 kg, samice pa od 140 do 260 kg. Značilna lastnost je dolg, črn rep, ki je dolg okoli 60–100 cm. Vse značilnosti in oznake te vrste so obojestransko simetrične za oba spola. Povprečna življenjska doba je 20 let v naravi in 21 let v ujetništvu. Najstarejši znani ujetnik je živel 24,3 leta.

### Barva
Ta antilopa s širokimi rameni ima mišičast, spredaj težak videz, z značilnim robustnim gobcem. Mladiči se rodijo rumeno rjavi in začnejo prevzemati svojo odraslo barvo pri starosti 2 mesecev. Odtenki odraslih segajo od globokega skrilavca ali modrikasto sive do svetlo sive ali celo sivkasto rjave. Hrbet in boki so nekoliko svetlejši od trebušne površine in spodnjega dela. Temno rjave navpične črte označujejo območje med vratom in zadnjim delom prsnega koša, zato so ga poimenovali "tigrast gnu". Grive obeh spolov so videti dolge, trde, debele in črne barve, enake barve kot rep in obraz. Medtem ko so grive zahodnega in vzhodnega belobradega gnuja mehke, se pri gnuju iz Nyasalanda in črnorepem gnuju dvignejo.V prednjih nogah so prisotne dišavne žleze, ki izločajo bistro olje in so pri samcih večje kot pri samicah.
Glede na dolžino lobanje je najmanjša podvrsta črnorepega gnuja zahodni belobradi gnu. Je tudi najtemnejša podvrsta; vzhodni belobradi gnu je najlažja rasa. Obe podvrsti imata kremasto belo brado, medtem ko je brada črna tako pri gnuju Nyasaland kot pri črnorepem gnuju. Najdaljši gobci so pri gnuju Nyasaland, najkrajši pa pri samicah zahodnega belobradega gnu.

### Rogovi
Oba spola imata par velikih rogov, ki so oblikovani kot oklepaji. Ti segajo navzven v stran, nato pa se ukrivijo navzgor in navznoter. Pri samcih so lahko rogovi dolgi 83 cm, medtem ko so rogovi samic dolgi 30–40 cm. Kljub temu, da je antilopa, ima črnorepi gnu različne značilnosti goveda. Rogovi na primer spominjajo na rogove samice afriškega bivola. Poleg tega mu težka postava in nesorazmerno velika sprednja četrtina dajejo goveji videz.

## Ekologija in vedenje
Črnorepi gnu je večinoma aktiven zjutraj in pozno popoldne, najbolj vroče ure dneva pa preživi v počitku. Te izjemno okretne in previdne živali lahko tečejo s hitrostjo do 80 km/h, mahajo z repi in zasukajo z glavo. Analiza aktivnosti črnorepega gnuja v narodnem parku Serengeti je pokazala, da so živali več kot polovico svojega celotnega časa namenile počitku, 33 % paši, 12 % gibanju (večinoma hoji) in malo socialnim interakcijam. Vendar pa so obstajale razlike med različnimi starostnimi in spolnimi skupinami.
Gnuji običajno počivajo blizu drugih svoje vrste in se gibljejo v ohlapnih skupinah. Samci tvorijo črede, ki jih je mogoče ločiti od skupin mladičev po manjši aktivnosti in razmiku med živalmi. Približno 90 % samcev se pred naslednjo sezono parjenja pridruži čredam samcev. Biki postanejo teritorialni pri starosti štirih ali petih let in postanejo zelo hrupni (predvsem pri zahodnem belobradem gnu) in aktivni. Biki prenašajo, da so blizu drug drugemu in en kvadratni kilometer ravnice lahko sprejme 270 bikov. Večina ozemelj je začasne narave in manj kot polovica samcev ima stalna ozemlja. Na splošno črnorepi gnu ponoči počiva v skupinah od nekaj do tisoč, z najmanjšo razdaljo 1–2 m med posamezniki (čeprav samice in teleta lahko ostanejo v stiku). So glavni plen za leve, geparde, leoparde, afriške divje pse, hijene in krokodile.
Teleta bodo ostala pri materah in drugih sorodnih samicah črede skozi vse življenje. Samice v čredi so različnih starosti, od enoletnikov do najstarejših krav. V vlažni sezoni samice navadno vodijo čredo proti hranljivim območjem s travo in območji, kjer se je mogoče izogniti plenilcem. S tem se zagotovi, da imajo novorojena teleta največje možnosti za preživetje in pridobijo najbolj hranljivo mleko.
Biki označujejo meje svojih ozemelj s kupom gnoja, izločki iz svojih dišavnih žlez in določenim vedenjem. Govorica telesa, ki jo uporablja teritorialni samec, vključuje pokončno držo, obilno talno tapkanje in roganje, pogosto iztrebljanje, valjanje in tuljenje ter oddajanje zvoka "ga-noo". Ko tekmujejo nad ozemljem, samci glasno godrnjajo, tapajo po tleh, izvajajo potisne gibe z rogovi in izvajajo druge oblike agresije.

### Prehrana
Črnorepi gnu je rastlinojeda žival, ki se prehranjuje predvsem s kratko travo, ki običajno raste na lahkih in alkalnimi prsteh, ki jih najdemo v traviščih savan in na ravnicah.  Široka usta živali so prilagojena za uživanje velikih količin kratke trave in se hrani tako podnevi kot ponoči. Ko je trave malo, bo pojedel tudi listje grmovja in dreves. Gnuje se običajno povezujejo z ravninskimi zebrami, saj slednje jedo zgornjo, manj hranljivo travno krošnjo, izpostavijo spodnji, bolj zelen material, ki ga ima gnu raje. Kadar je le mogoče, gnu rad pije dvakrat na dan in zaradi redne potrebe po vodi običajno naseljuje vlažna travišča in območja z razpoložljivimi vodnimi viri. Črnorepi gnu vsak dan do dva popije od 9 do 12 litrov vode. Kljub temu lahko preživi tudi v sušni puščavi Kalahari, kjer pridobi dovolj vode iz melon ter korenin in gomoljev, ki hranijo vodo.
V študiji prehranjevalnih navad gnuja je bilo ugotovljeno, da se živali hranijo s tremi prevladujočimi vrstami trave na tem območju, in sicer: Themeda triandra, Digitaria macroblephara in Pennisetum mezianum. Čas, porabljen na paši, se je v sušnem obdobju povečal za približno 100 %. Čeprav je izbira prehrane ostala enaka tako v suhi kot v mokri sezoni, so bile živali v slednji bolj selektivne.

### Reprodukcija
Samci črnorepega gnuja postanejo spolno zreli pri približno 2 letih, medtem ko lahko samice zanosijo pri 16 mesecih, če so ustrezno hranjene. Kljub temu se večina samic začne razmnoževati šele leto kasneje. Sezona parjenja, ki traja približno 3 tedne, sovpada s koncem deževne sezone. To pomeni, da so živali v dobrem stanju, saj so se hranile z visoko hranljivo novo travo, stopnja spočetja pa je pogosto tudi 95-odstotna. Sezona parjenja ali gonjenje se običajno začne v noči na polno luno, kar kaže na to, da lunin cikel vpliva na razmnoževanje. V tem času proizvodnja testosterona pri samcih doseže vrhunec, kar ima za posledico povečano klicanje in teritorialno vedenje. Dejavnosti teh spolno vznemirjenih samcev lahko tudi spodbudijo samico, da pride v estrus, fazo, ko je samica spolno dovzetna.
Ko zasedajo svoja ozemlja in tekmujejo za samice, samci izkazujejo rivalstvo. Ko se spopadeta, sta obrnjena drug proti drugemu s pokrčenimi koleni in si izmenjujeta rogove. Med njihovim rivalstvom se naredijo dovršeni posamezni prikazi in lahko zajokajo, smrkajo in zarivajo svoje rogove v zemljo. Ko je prevlada vzpostavljena, vsak samec poskuša zvabiti samico v svojo domeno. Med dvorjenjem sta uriniranje in nizko raztezanje običajni dejavnosti, samec se kmalu poskuša vzpeti samico. Dovzetna samica drži rep na eni strani in miruje med kopulacijo. Parjenje se lahko ponovi večkrat in se lahko zgodi dvakrat ali večkrat v eni minuti. Samec ne je in ne počiva, ko je samica prisotna na njegovem ozemlju, v tem času pa se samica drži blizu samca, pogosto se drgne z glavo ob njegov trup in voha njegov penis. V sezoni lahko samica obišče več ozemelj in se pari z več različnimi samci.
Obdobje brejosti je približno 8,5 mesecev, med 80 in 90 % telet se rodi v 3-tedenskem obdobju. Samice gnuja skotijo sredi črede in ne same, običajno pa sredi dneva. To omogoča čas, da se novorojenček umiri na nogah, preden pade noč in plenilci postanejo bolj aktivni. Teleta ob rojstvu tehtajo približno 19 kg in običajno lahko stojijo sama v nekaj minutah po rojstvu. Da bi se izognili plenilcem, telički ostanejo v bližini svojih mater dalj časa in lahko nadaljujejo s sesanjem, dokler ne pride nov teliček naslednje leto. Samci zapustijo svojo mater pri približno 8 mesecih in tvorijo črede z drugimi samci mladiči. V velikih čredah samic preživi 80 % potomcev gnuja prvi mesec, v primerjavi s 50 % stopnjo preživetja v manjših čredah.

### Bolezni in paraziti
Črnorepi gnu je dovzeten za slinavko in parkljevko, vranični prisad, garje in gangreno kopit. Herpesvirus je leta 1960 prvi izoliral iz črnorepega gnuja veterinar Walter Plowright. Čeprav se vzroki smrti iz leta v leto razlikujejo, so v eni suši v Bocvani najbolj verjetno umrla mlada teleta in stare samice. Ob drugi priložnosti je bilo ocenjeno, da je bilo 47 % smrti posledica bolezni, 37 % smrti zaradi plenilstva, ostali pa so bili posledica nesreč.
Žival je lahko gostiteljica številnih različnih parazitov. V eni študiji je bilo ugotovljeno, da je črnorepi gnu gostitelj 13 vrst glist, ene trematode, ličink petih muh (Oestrus), treh vrst uši, sedmih vrst klopov (Ixodidae), ene pršice in ličink jezikovega črva (Pentastomida). Večina teh je bila v nekaterih letnih časih bolj razširjena kot v drugih. Na splošno se ličinki Gedoelstica in Oestrus pojavljata v nosnih prehodih in dihalnih votlinah črnorepega gnuja, včasih pa se preselita v možgane. V primerjavi z nekaterimi drugimi govedi so črnorepi gnuji odporni na napade več vrst klopov.

## Razširjenost in habitat
Črnorepi gnu je doma v Keniji, Tanzaniji, Bocvani, Zambiji, Zimbabveju, Mozambiku, Južni Afriki, Svaziju in Angoli. Danes je v Malaviju izumrl, vendar je bil uspešno ponovno naseljen v Namibijo.
Črnorepi gnuji so večinoma na ravnicah s kratko travo, ki mejijo na savane akacije, pokrite z grmovjem, v južni in vzhodni Afriki, uspevajo pa na območjih, ki niso niti premokra niti preveč sušna. Najdemo jih lahko v habitatih, ki se razlikujejo od prekomerno pašnih območij z gostim grmovjem do odprtih gozdnih poplavnih ravnic. Drevesa, kot sta Brachystegia in Combretum spp. so pogosta na teh območjih. Črnorepi gnu lahko prenaša sušna območja, dokler je na voljo oskrba s pitno vodo, običajno v razdalji približno 15–25 km. Južna meja črnorepega gnuja se ustavi pri reki Oranje, zahodno mejo pa omejujeta Viktorijino jezero in Mount Kenya. Območje ne vključuje gorskih ali zmernih travišč. Te gnuje redko najdemo na nadmorskih višinah nad 1800–2100 m. Z izjemo majhne populacije Cooksonovega gnuja, ki se pojavlja v dolini Luangwa (Zambija), je gnu odsoten v vlažnejših delih južne savane, zlasti pa ni prisoten v gozdovih miombo.
Tri afriške populacije črnorepega gnuja sodelujejo v migracijah na dolge razdalje, ki so časovno načrtovane tako, da sovpadajo z letnim vzorcem padavin in rastjo trave na nižinah s kratko travo, kjer lahko najdejo krmo, bogato s hranili, potrebno za laktacijo in rast telet. Čas migracije v obe smeri se lahko iz leta v leto precej razlikuje. Ob koncu deževne sezone se zaradi pomanjkanja pitne vode preselijo na območja sušnega obdobja. Ko se nekaj mesecev pozneje spet začne deževna sezona, se živali vrnejo v območje mokre sezone. Ti premiki in dostop do krme, bogate s hranili, za razmnoževanje omogočajo, da populacija selitve gnujev naraste na veliko večje število kot rezidenčne populacije. Pred 100 leti so obstajale številne selitvene populacije gnujev na dolge razdalje, vendar so trenutno vse razen treh migracij (Serengeti, Tarangire in Kafue) motene, odrezane in izgubljene.

## Grožnje in varovanje
Glavni dejavniki, povezani s človekom, ki vplivajo na populacije, vključujejo obsežno krčenje gozdov, izsuševanje vodnih virov, širjenje naselij in [fkrivolov]]. Bolezni domačega goveda, kot je spalna bolezen, se lahko prenesejo na živali in zahtevajo svoj davek. Postavitev ograj, ki prekinjajo tradicionalne selitvene poti med mokrimi in sušnimi območji, je povzročila množično pogin, ko so živali odrezane od vodnih virov in območij boljše paše, ki jih iščejo med sušo. Študija dejavnikov, ki vplivajo na populacije gnujev v ekosistemu Masai Mara, je pokazala, da je populacija doživela drastičen upad za približno 80 % s približno 119.000 osebkov leta 1977 na približno 22.000 dvajset let pozneje. Glavni vzrok za to naj bi bila širitev kmetijstva, ki je privedla do izgube paše v vlažni sezoni ter tradicionalnih območij telitve in vzreje. Podobno se je pred kratkim zgodil drastičen upad pri selitvi gnujev v Tarangire.
Ocenjuje se, da je skupno število črnorepih gnujev približno 1.550.000. Trend populacije je na splošno stabilen in število v narodnem parku Serengeti (Tanzanija) se je povečalo na približno 1.300.000. Gostota se giblje od 0,15/km² v narodnih parkih Hwange in Etoša do 35/km² v kraterju Ngorongoro in narodnem parku Serengeti, kjer jih je največ. Črnorepi gnuji so bili uvedeni tudi v številne zasebne divjačinske kmetije, rezervate in zavarovana območja. Zaradi teh razlogov Mednarodna zveza za varstvo narave črnorepega gnuja ocenjuje kot najmanj zaskrbljujočega. Vendar pa je število vzhodnega belobradega gnuja (C. t. albojubatus) strmo upadlo na trenutno raven verjetno od 6000 do 8000 živali, kar povzroča zaskrbljenost.

## Odnos z ljudmi
Črnorepi gnuji kot eden glavnih rastlinojedcev v južni in vzhodni Afriki je ena od živali, ki privabljajo turiste na območje, da opazujejo veliko divjad, in je kot taka velikega gospodarskega pomena za regijo. Tradicionalno so črnorepe gnuje lovili zaradi kož in mesa, koža pa je usnje dobre kakovosti, čeprav je meso grobo, suho in precej trdo.
Vendar pa lahko črnorepi gnu negativno vpliva tudi na človeka. Lahko tekmuje z domačo živino za pašo in vodo ter lahko prenaša smrtonosne bolezni, kot je goveja kuga, na govedo in povzročajo epidemije med živalmi. Prav tako lahko širijo klope, pljučne črve, trakulje, muhe in paramfistome.
Odkrili so starodavno izrezljano ploščo iz skrilavca, ki prikazuje žival, zelo podobno črnorepemu gnuju. Iz leta 3000 pred našim štetjem so jo našli v Hierakonopolisu (Nekhen), ki je bil takrat verska in politična prestolnica Zgornjega Egipta. To je lahko dokaz, da se je žival pojavljala v severni Afriki in je bila povezana s starimi Egipčani.